# Brevicipitidae
Brevicipitidae (Bonaparte, 1850) è una famiglia di anfibi dell'ordine degli Anuri, presenti in Africa orientale e in Africa meridionale.

## Tassonomia
La famiglia comprende 37 specie raggruppate in cinque generi:
- Balebreviceps  Largen and Drewes, 1989 (1 sp.)
- Breviceps Merrem, 1820 (20 sp.)
- Callulina Nieden, 1911 (9 sp.)
- Probreviceps Parker, 1931 (6 sp.)
- Spelaeophryne Ahl, 1924 (1 sp.)